# Arpajon
Arpajon /aʁpaˈʒõ/ è un comune francese di 10 564 abitanti situato nel dipartimento dell'Essonne nella regione dell'Île-de-France. È uno dei comuni dell'antica provincia francese dell'Hurepoix.
Vi morì il pittore Michel-Ange Houasse (1680-1730).

## Società

### Evoluzione demografica
Abitanti censiti